# Pseudanophthalmus guadratus
Pseudanophthalmus guadratus är en skalbaggsart som beskrevs av Barr. Pseudanophthalmus guadratus ingår i släktet Pseudanophthalmus och familjen jordlöpare. Inga underarter finns listade i Catalogue of Life.